# Judith Sainte-Marie
Judith Sainte-Marie, née le  23 septembre 1886 à Longueuil et morte le 29 août 1970 à Longueuil, est une dessinatrice et artiste peintre québécoise.

## Biographie
Elle étudie l'art au Conseil des arts et manufactures de la Province de Québec situé au Monument national avec Joseph Saint-Charles, Charles Gill et Joseph-Charles Franchère. Elle peint principalement des paysages de Longueuil et Montréal ainsi que des portraits et des natures mortes. L'artiste côtoie Regina Seiden du Groupe de Beaver Hall. Celles-ci exécutent de façon réciproque un portrait en 1915 et en 1921. 
Une rue porte son nom à Longueuil. 

## Expositions
- 2003, Rétrospective Judith Sainte-Marie (1886-1970), Société d'histoire de Longueuil[6]
- 1974, Judith Sainte-Marie, Centre culturel de Longueuil
- 1972, Marie-Rose Judith Sainte-Marie (1886-1970), Ateliers du Vieux-Longueuil en collaboration avec la Société d’histoire de Longueuil[7]

## Musées et collections publiques
- Musée du Château Ramezay, (tablier et écharpe)[8]
- Musée national des beaux-arts du Québec[9]